# Cumaná
Cumaná is een stad in het noordoosten van Venezuela en is de hoofdplaats van de staat Sucre. In 2013 telde Cumaná 261.000 inwoners.
De stad ligt aan de monding van de rivier de Manzanares, aan de Caraïbische kust, op 402 kilometer ten oosten van de hoofdstad Caracas. De stad heeft een natuurlijke zeehaven met moderne installaties, waar zich een van de grootste tonijnvloten van het land bevindt en waarvanuit koffie, tabak en suikerriet wordt geëxporteerd. In de stad bevinden zich brouwerijen, meubel- en textielfabrieken en een aantal sigarenfabrikanten. De stad heeft een eigen universiteit, de Universidad de Oriente (gesticht in 1958).
Nabij de stad ligt het nationaal park Mochima, waar zich een aantal populaire Venezolaanse stranden bevinden.

## Geschiedenis
Cumaná werd aanvankelijk gesticht door franciscanen in 1515, waarmee het een van de eerste nederzettingen was die door Europeanen werd gesticht op het Zuid-Amerikaanse vasteland. Door aanvallen van de lokale bevolkingsgroepen werd de plaats echter meermaals verwoest en moest als zodanig steeds weer opnieuw opgebouwd worden, bijvoorbeeld in 1521 door een groep Spanjaarden onder leiding van Gonzalo de Ocampo en in 1569 onder leiding van Diego Fernandez de Serpa. De aanvallen door indianen verdwenen geleidelijk, maar de plaats was ook niet veilig voor aardbevingen, die het meermaals verwoestten, zoals in 1766, 1797 en 1929. Om deze redenen zijn er nauwelijks gebouwen uit de 16e eeuw overgebleven en dateren de oudste delen van de stad uit de 17e en 18e eeuw.

## Bezienswaardigheden
Bij de stad bevindt zich het Spaanse fort Castillo de San Antonio de la Eminencia, dat openstaat voor bezichtiging. Een ander fort is Castillo de Santa Maria de la Cabeza (gebouwd in 1669). Daarnaast heeft de stad het Museo del Mar, waar zaken rond de zee tentoongesteld zijn.

## Geboren
- Antonio José de Sucre (1795-1830), Zuid-Amerikaans onafhankelijkheidsstrijder
- Andrés Eloy Blanco (1897-1955), dichter en politicus
- Iñaki Anasagasti (1947), Baskisch politicus
- Francisco Sánchez (1976), zwemmer

## Galerij

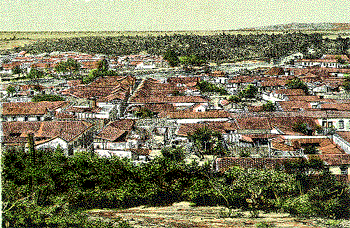
Tekening van Cumaná uit de jaren 1860
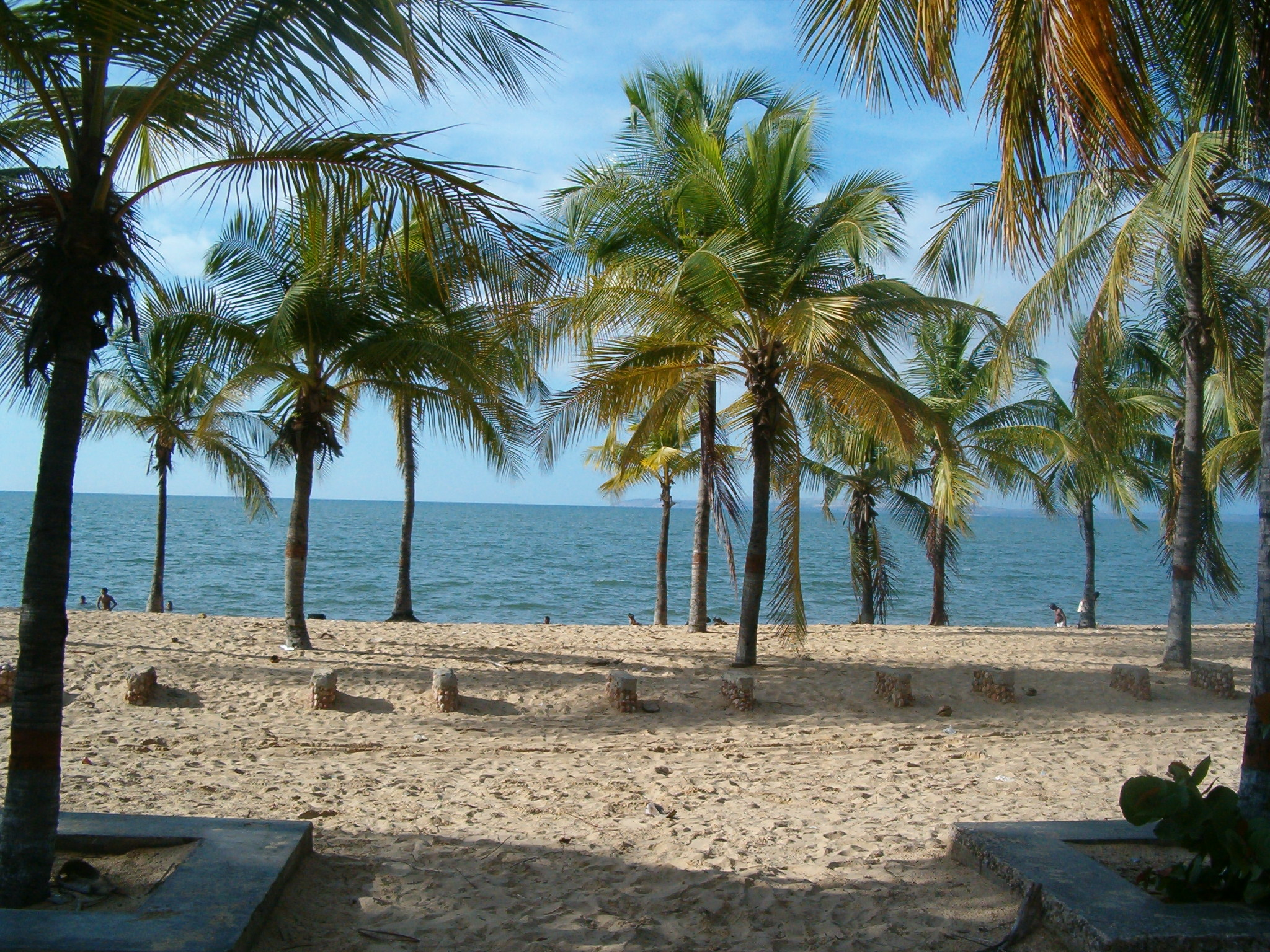
Het strand van San Luis Cumana
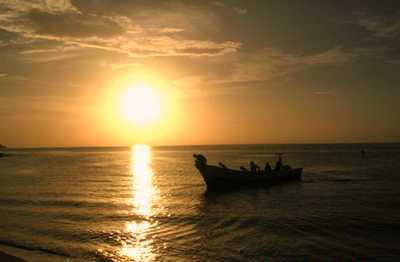
Traditionele vissersboot (peñero) in het nationaal park Mochima